# کر اسمیت (بازیکن فوتبال)
کر اسمیت (انگلیسی: Kerr Smith؛ زادهٔ ۱۲ دسامبر ۲۰۰۴) بازیکن فوتبال اهل بریتانیا است.
وی همچنین در تیم ملی فوتبال زیر ۱۹ سال اسکاتلند بازی کرده‌است.